# NGC 3455
NGC 3455 ist eine Balken-Spiralgalaxie vom Hubble-Typ SBb im Sternbild Löwe auf der Ekliptik. Sie ist schätzungsweise 46 Millionen Lichtjahre von der Milchstraße entfernt und hat einen Durchmesser von etwa 30.000 Lichtjahren. Gemeinsam mit NGC 3454 bildet sie das Galaxienpaar Holm 221 oder KPG 257.
Im selben Himmelsareal befinden sich u. a. die Galaxien NGC 3443, NGC 3457, NGC 3461, IC 656.
Das Objekt wurde am 21. März 1784 William Herschel entdeckt.